# Alfred Neven DuMont (Verleger, 1927)

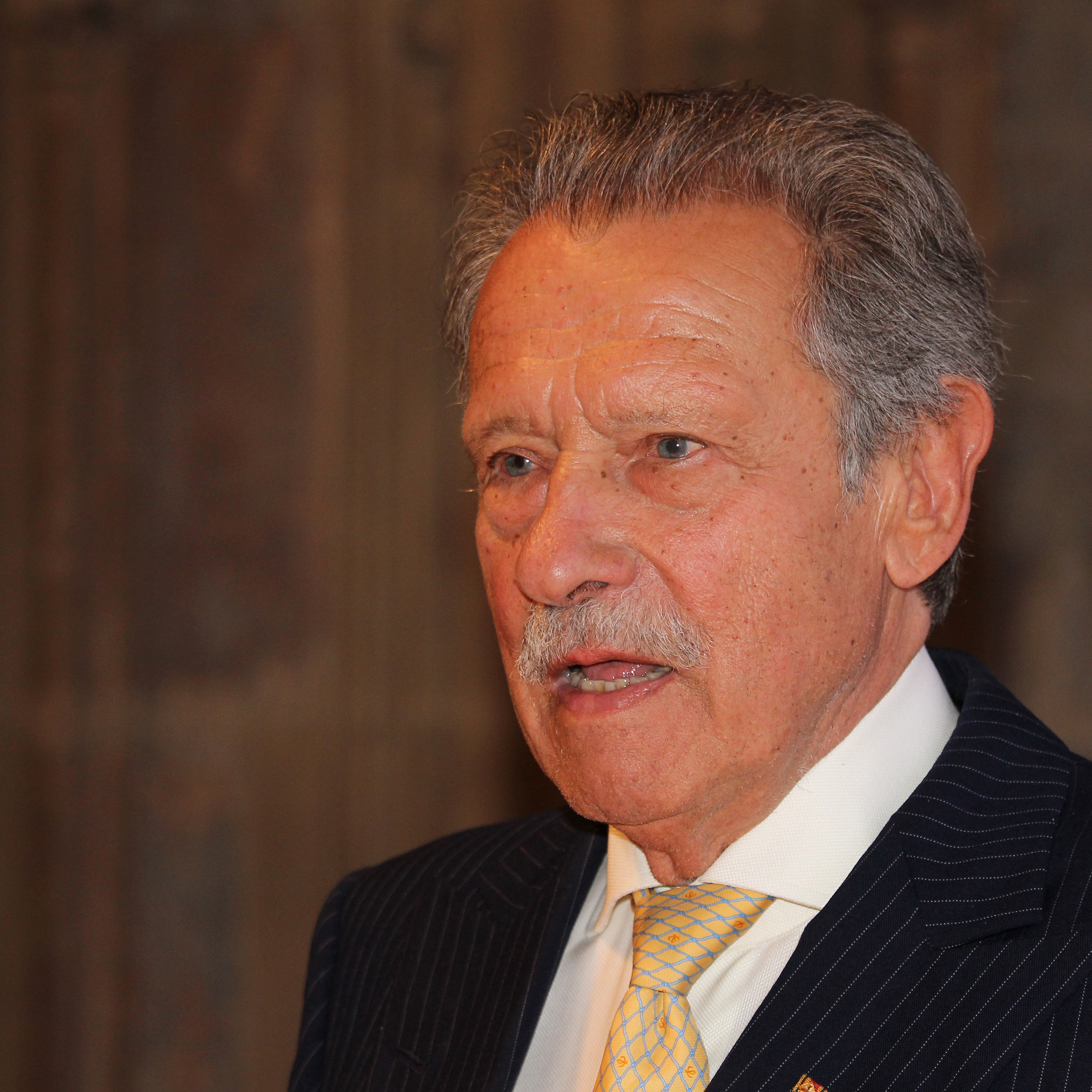
Alfred Neven DuMont, 2012

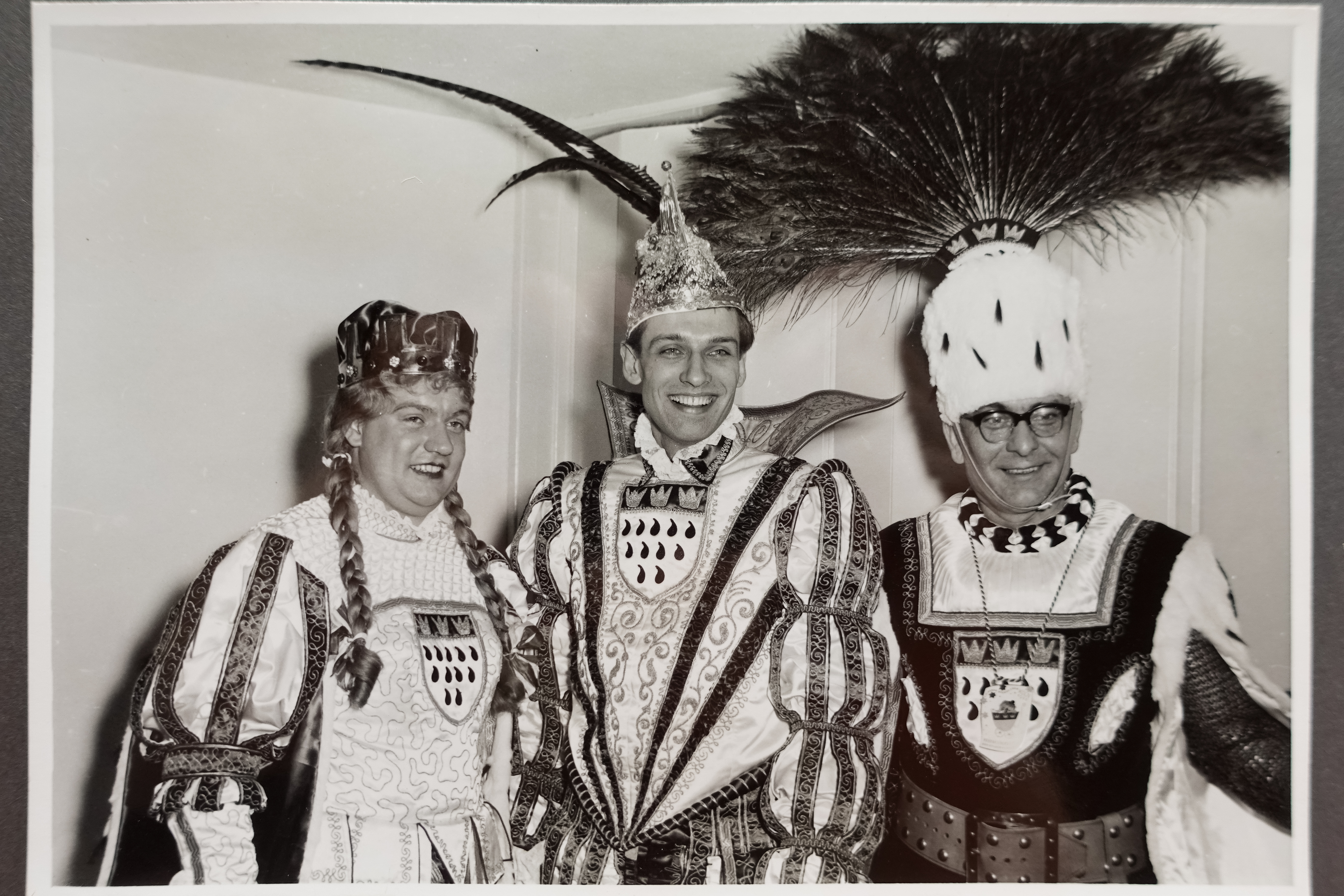
Alfred Neven Du Mont als Karnevalsprinz (Mitte) des Kölner Dreigestirns der Karnevalssession 1954/55. Prinz Alfred Neven Du Mont, Bauer Hans Borgel und Jungfrau Günther Balve. Historisches Foto von 1955.

Alfred Franz August Neven DuMont (* 29. März 1927 in Köln; † 30. Mai 2015 in Rösrath-Forsbach) war ein deutscher Verleger.

## Biografie
Alfred Neven DuMont war der Sohn des Zeitungsverlegers Kurt Neven DuMont und seiner Ehefrau Gabriele, geborene von Lenbach, Tochter des Malers Franz von Lenbach. Er hatte drei Geschwister, die beiden Schwestern Silvia und Majella und einen Bruder namens Reinhold, der viele Jahre Verleger von Kiepenheuer & Witsch war. Im Sommer 1941 verließ die Mutter mit den Kindern das bombardierte Köln, um in München, der Residenz der Großeltern Lenbach, Zuflucht zu suchen. Der Vater, der in seiner Firma unentbehrlich war, blieb in Köln, die Mutter pendelte zwischen den beiden Städten hin und her.
Alfred Neven DuMont studierte Philosophie, Geschichte und Literatur in München sowie Journalismus an der Medill School of Journalism an der Northwestern University in Chicago und trat 1953 in den Verlag M. DuMont Schauberg ein. Zu dem Zeitpunkt waren sein Vater Kurt sowie sein Onkel zweiten Grades August Neven DuMont im Unternehmen tätig.
Alfred Neven DuMont übernahm sukzessive die Position seines Vaters und formte ab Anfang der 1960er Jahre gemeinsam mit seinem Partner Dieter Schütte (Schwiegersohn von August Neven DuMont) den Kölner Verlag mit Großdruckerei zum Medienunternehmen Gruppe M. DuMont Schauberg (MDS) um.
Von 1957 bis 1966 war er Herausgeber der Kulturzeitschrift magnum.
1964 gründete er den Express und fungierte seit 1967 als dessen alleiniger Herausgeber. Darüber hinaus war er ebenfalls seit 1967 alleiniger Herausgeber des Kölner Stadt-Anzeigers. Er war zudem auch Herausgeber der Münchner Abendzeitung. Von 1980 bis 1984 war er Präsident des Bundesverbandes Deutscher Zeitungsverleger (zuvor ab 1972 Vizepräsident) und von 1990 bis 1998 Präsident der Industrie- und Handelskammer zu Köln. Seit dem 1. Januar 1999 erscheint auch die Kölnische Rundschau im DuMont-Verlag.

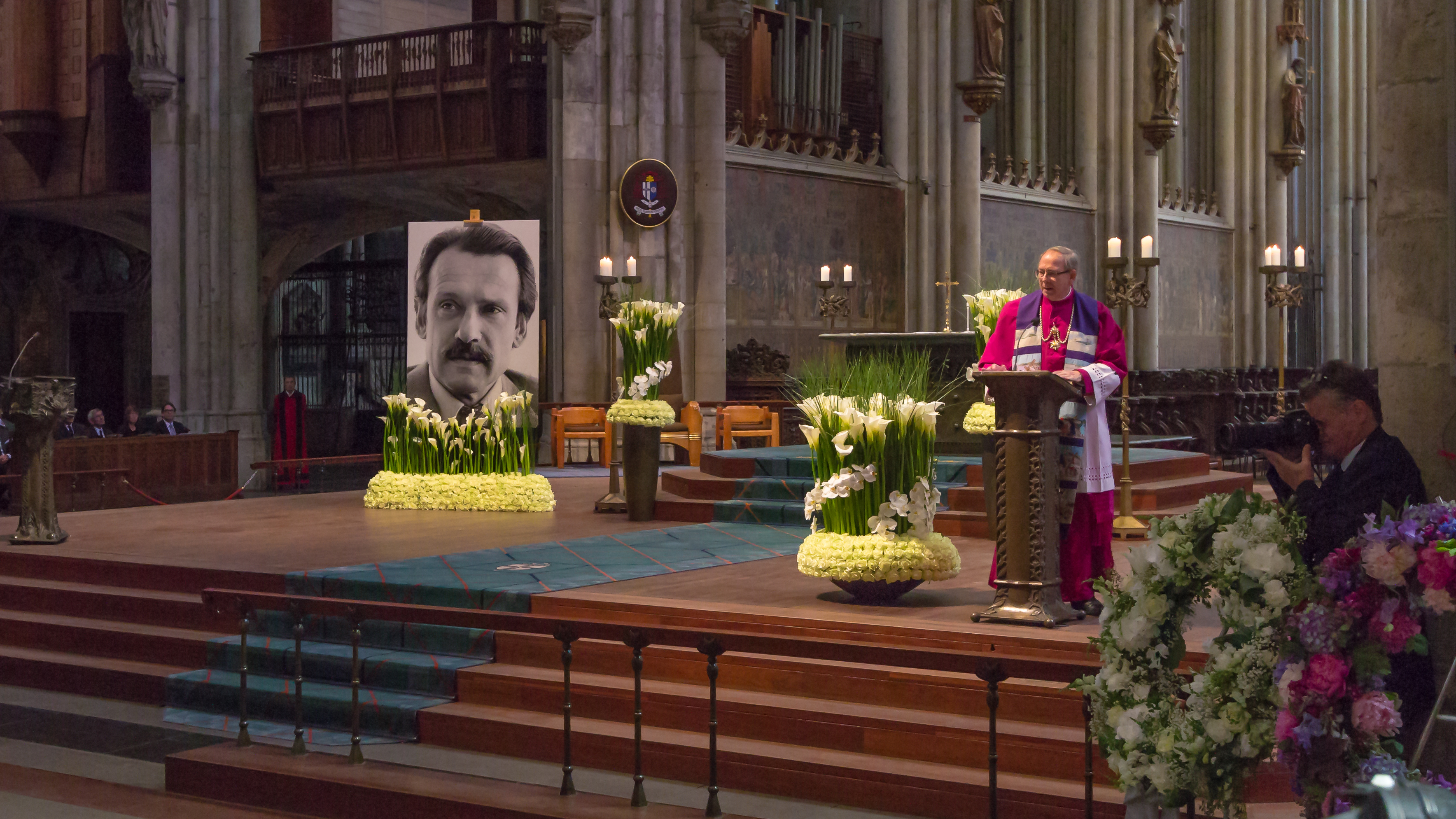
Trauerfeier für Alfred Neven DuMont im Kölner Dom

Auch über die Grenzen Nordrhein-Westfalens hinaus war Neven DuMont tätig. So fungierte er seit 1991 als Herausgeber der Mitteldeutschen Zeitung und war seit 2001 Honorarprofessor für Medienpolitik und Medienökonomie am Institut für Medien- und Kommunikationswissenschaften der Martin-Luther-Universität Halle-Wittenberg.
Seit 1990 war Neven DuMont Vorsitzender des Aufsichtsrats der Unternehmensgruppe M. DuMont Schauberg.
2006 übernahm der Verlag die Mehrheit (51 Prozent) am Verlag der Frankfurter Rundschau. Bis zum 31. Oktober war er dort Herausgeber; vom 1. November 2009 bis November 2010 hatte sein Sohn Konstantin diese Position inne.

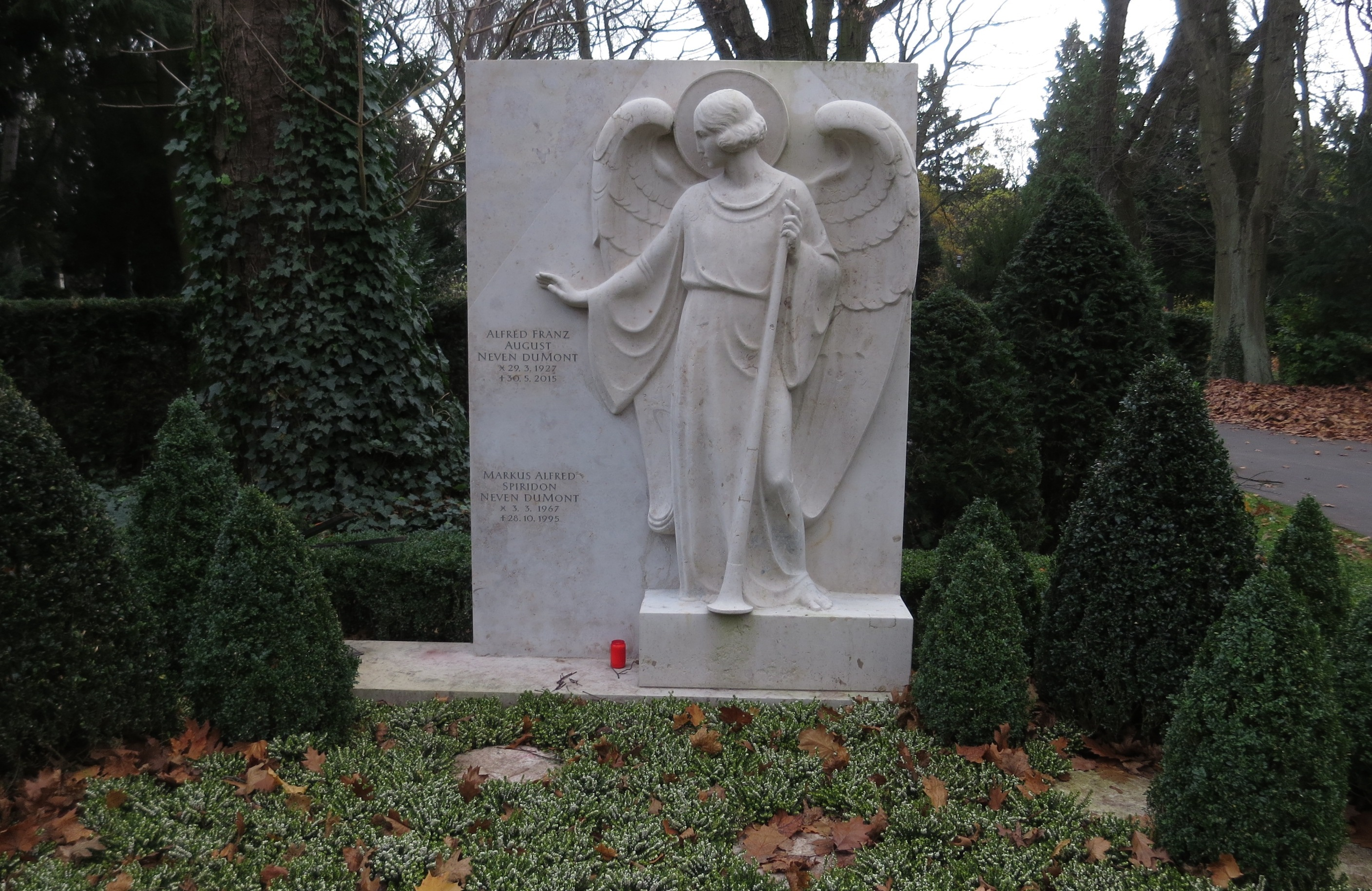
Grab auf dem Kölner Friedhof Melaten

Neven DuMont starb am 30. Mai 2015 im Familienkreis. Die öffentliche Trauerfeier fand am 9. Juni 2015 im Kölner Dom statt. Beigesetzt wurde er im Grab seines Sohnes Markus auf dem Kölner Melaten-Friedhof (Flur 69).

## Privates
Neven DuMont betätigte sich als Kunstsammler und sammelte insbesondere Werke von Wassily Kandinsky. 1955 fungierte er als Prinz Karneval („Alfred I.“) im Kölner Dreigestirn. Unter dem Pseudonym Franz Nedum schrieb er 1994 seinen Erstlingsroman Abels Traum; dieser fiel „bei Kritik und Publikum glatt durch“. 2009 und 2011 veröffentlichte er unter richtigem Namen zwei weitere Romane.
Neven DuMont war mit Hedwig Neven DuMont, geborene Prinzessin von Auersperg, verheiratet; mit ihr hatte er drei Kinder, Sohn Markus Neven DuMont (1967–1995), Tochter Isabella Neven DuMont (* 1968) und Sohn Konstantin Neven DuMont (* 1969). Sein Sohn Markus nannte sich später Spiridon Neven DuMont und betätigte sich in seinen letzten Lebensjahren als Maler. Ihm ist der vom Ehepaar Neven DuMont gestiftete Spiridon-Neven-DuMont-Preis zur Förderung junger Künstler der Kunsthochschule für Medien Köln (KHM) gewidmet.

## Ehrungen
- 1980: Großes Bundesverdienstkreuz
- 1984: Ehrenmitglied im Bundesverband Digitalpublisher und Zeitungsverleger (BDZV)
- 1986: Verdienstorden des Landes Nordrhein-Westfalen ausgezeichnet.[6]
- 1988: Großes Verdienstkreuz mit Stern des Verdienstordens der Bundesrepublik Deutschland[7]
- 2001: Ehrenbürgerwürde der Stadt Köln.[8]

## Werke
- Franz Nedum: Abels Traum, Roman einer Jugend. Mitteldeutscher Verlag, Halle 1994, ISBN 3-354-00859-8.
- Alfred Neven DuMont: Reise zu Lena. DuMont, Köln 2010, ISBN 978-3-8321-6129-3.
- Alfred Neven DuMont: Vaters Rückkehr. Roman. Hoffmann und Campe, Hamburg 2011, ISBN 978-3-455-40348-0.
- Alfred Neven DuMont (Hrsg.): Jahrgang 1926/27 – Erinnerungen an die Jahre unter dem Hakenkreuz. DuMont, Köln 2007, ISBN 978-3-8321-8059-1.
- Joachim Frank (Autor), Alfred Neven DuMont (Hrsg.): Wie kurieren wir die Kirche? Katholisch sein im 21. Jahrhundert. DuMont, Köln 2013, ISBN 978-3-8321-9739-1 (Erschien 2015 erstmals als Taschenbuch).
- Alfred Neven DuMont: Drei Mütter. Roman. Hoffmann und Campe, Hamburg 2013, ISBN 978-3-455-40421-0.
- Alfred Neven DuMont: Mein Leben. Die Jahre 1927 bis 1968. DuMont, Köln 2015, ISBN 978-3-8321-9808-4.